# Tuntange
Tuntange (letzeburgsk: Tënten) er en kommune og et byområde i storhertugdømmet Luxembourg. Kommunen, som har et areal på 18,74 km², ligger i kantonen Mersch i distriktet Luxembourg. I 2005 havde kommunen 1.064 indbyggere. 
49°43′02″N 6°00′38″Ø / 49.717222°N 6.010556°Ø